# 1387 en santé et médecine
| Années de la santé et de la médecine : 1384 - 1385 - 1386 - 1387 - 1388 - 1389 - 1390    |
| Décennies de la santé et de la médecine : 1350 - 1360 - 1370 - 1380 - 1390 - 1400 - 1410 |

Cet article présente les faits marquants de l'année 1387 en santé et médecine.

## Événements
- Le pape Clément VII retire à l'évêque de Paris son autorité sur l'hôpital des Quinze-Vingts « pour en confier la juridiction spirituelle à l'aumônier du roi[1] ».
- Le podestà de Florence « s'engage, selon les statuts de l'université […], à fournir deux cadavres par an aux étudiants en médecine[2] ».
- Régnault Fréron (fl. 1379-1395) est nommé Premier médecin du roi Charles VI ; il sera chassé de la cour en 1395 pour n'avoir pu contrôler un nouvel accès de folie de son patient[3].
- Jean de Tournemire (1330-apr. 1390), professeur à Montpellier, médecin de Grégoire XI, « découvre que sa fille Marguerite, âgée de dix-huit ans, est atteinte d'un cancer du sein dont il fourni[ra, en 1390,] une description clinique détaillée lors du procès en canonisation du bienheureux Pierre de Luxembourg[4] ».
- « En 1387, il semble peu probable qu'il y ait plus de vingt docteurs en médecine en Angleterre[6]. »

## Fondations
- Fondation à Bruges, par Louis Schuwinck et son épouse, d'un hospice « institué pour de pauvres orfèvres, hommes ou femmes[7] ».
- Fondation par Ser Jacobus de Sorgo, à Dubrovnik, alors capitale de la république de Raguse, d'un hôpital Saint-Jacques, dit de puteis parce que situé près des puits[8].
- Un hospice de Saint-Jean administré par la commune est attesté à Ravecchia (it), ancien hameau de Bellinzone, dans le Tessin[9].
- Un hôpital Saint-Jacques est mentionné à Montesquieu, dans le Lauragais[10].
- Un hôpital Saint-Jacques est attesté à Salviac, dans le Quercy[11].

## Publication
- Bonsenhor Salomon, médecin juif de Narbonne, traduit du latin en hébreu le Lilium medicine de Bernard de Gordon[12].

## Personnalités
- Fl. Blaise de Forlivio, « médecin italien de la cour pontificale d'Avignon, qui donn[e] ses soins au cardinal Pierre de Luxembourg, dans sa dernière maladie[13] ».
- Fl. Gilles Husseneti, « maître ès arts et écolier en médecine en quatrième année d'audition à l'université de Paris[13] ».
- 1379-1387 : fl. Aubry de Pratellis, docteur en médecine à Paris[13].
- 1383-1387 : fl. Gervais Le Conte, chirurgien du roi Charles VI et du duc de Bourgogne[3].
- Vers 1387-1390 : fl. Abraham, médecin juif, accusé d'avoir, « par ses potions et ses médecines, […] rendu dément et enragé un Avignonnais[13] ».
- 1387-1403 : fl.  Georges de Castro et Barthélemy Ohes, respectivement professeur et étudiant à la faculté de médecine de Paris[13].
- 1387-1416 : fl. Jean Du Martroy, édudiant puis professeur à la faculté de médecine de Paris[13].

## Naissance
- Gaëtan de Tiène (mort en 1465 ?), originaire de Vicence en Italie, professeur de philosophie et de médecine à Padoue[14].

## Décès
- Thomas de Pisan (né vers 1310), médecin et astrologue italien, conseiller de la Sérénissime puis du roi de France Charles V, père de Christine de Pisan[15].